# رتروویروس
ویروس پسگرد یا رتروویروس (به انگلیسی: Retrovirus) یک آران‌ای ویروس است که خود را با استفاده از آنزیم رونوشت‌بردار معکوس در سلول میزبان بازتولید می‌کند تا دی‌ان‌ای خود را از روی ژنوم آران‌ای بسازد. دی‌ان‌ای ساخته شده در ژنوم سلول میزبان یکپارچه می‌شودپس از آن ویروس به‌عنوان بخشی از دی‌ان‌ای میزبان نسخه‌برداری می‌شود.
از مهم‌ترین رتروویروس‌ها می‌توان به ویروس اچ‌آی‌وی اشاره کرد که باعث ایدز می‌شود. دیوید بالتیمور در سن ۳۷ سالگی موفق به دریافت جایزهٔ نوبل پزشکی شد. او این جایزه را به‌طور مشترک با «مارتین تمین» و ”رناتو دولبکو” به دلیل تحقیق بر روی «رتروویروس‌ها» و تأثیر آن‌ها بر اجزای ژنتیکی سلول در جریان بیماری‌هایی همچون ایدز و لوکمی دریافت کرد.
لنتی‌ویروس‌ها و رتروویروس‌ها با هم از لحاظ عملکردی متفاوت هستند. لنتی در لاتین به معنای آرام و بطئی است که اشاره به نحوهٔ رشد و تکثیر ویروس دارد، یعنی از زمان ابتلا به ویروس تا ظاهر شدن علائم، ماه‌ها و سال‌ها طول می‌کشد. آنچه رتروویروس‌ها را خطرناک می‌کند، خصیصهٔ رونوشت‌برداری معکوس است. انتقال این خصیصه از ویروس به سلول‌های شخص مبتلا، پس از سپری شدن دوران نهفتگی، بیمار را از پای درمی‌آورد.